# シンジュサン
シンジュサン（樗蚕、神樹蚕　学名：Samia cynthia pryeri）はチョウ目・ヤママユガ科のガの一種である。

## 分布
朝鮮半島、中国、日本に分布する。

## 特徴
- 開張すると140-160mmほどの大きなガである。翅の色は褐色で、全ての翅に1つずつ三日月形の紋がある。出現期は5-9月頃。
- 幼虫は毛状突起を持つ淡黄色～淡青緑色の大型イモムシ[1]で、ニワウルシ、柑橘類、ニガキ、ヌルデ、クヌギ、モクセイ、クスノキ、エノキ、リンゴなど数多くの樹木の葉を食べる。
- 日本では古くから「ミツキムシ」と呼ばれていた[2]。名称のシンジュとは「神樹」と書き、ニワウルシの別名。シンジュは明治期に初めて輸入されたため、「シンジュサン」は比較的新しい呼称と言える[2]。